# 赤いコート
『赤いコート』(あかいコート）は、スネオヘアーの3枚目のミニアルバム。2010年12月8日発売。

## 収録曲
1. 赤いコート
  - アニメ『荒川アンダー ザ ブリッジ×ブリッジ』エンディングテーマ
2. Walk and Joy
3. Beep Yeah
4. メールして

(全曲作詞・作曲：渡辺健二／全曲編曲：スネオヘアー)

DVD(初回生産限定盤のみ）
1. 「赤いコート」MUSIC CLIP
2. 「荒川アンダー ザ ブリッジ×ブリッジ」ノンテロップED（実写ver.）
3. 「荒川アンダー ザ ブリッジ×ブリッジ」ノンテロップED（アニメーションver.）
4. オープニング
5. 逆様ブリッジ
6. 夏になったら帰ってきてね
7. トキメキシュナイダー